# La Cible vivante
Pour le film de 1923, voir La Cible vivante (film, 1923).
Pour plus de détails, voir Fiche technique et Distribution.
La Cible vivante (The Great Flamarion) est un film américain réalisé par Anthony Mann, sorti en 1945.

## Synopsis
Au cours d'un spectacle dans un cabaret de Mexico, un coup de feu retentit, suivi d'un cri. Toute la troupe cherche d'où provient le bruit tandis que la foule tétanisée ne s'intéresse déjà plus au numéro qui se poursuit sur scène. On découvre enfin le corps sans vie de l'une des artistes. La représentation doit s'interrompre.
Les soupçons de la police ne tardent pas à se diriger sur le mari cependant que dans l'ombre du théâtre, au-dessus de la scène, un homme blessé ne perd pas une miette des interrogatoires. Une fois le cabaret désert, mourant, l'homme tombe sur la scène et confesse le crime à un clown resté là pour ranger ses affaires.

## Fiche technique
- Titre original : The Great Flamarion
- Titre français : La Cible vivante
- Réalisation : Anthony Mann
- Scénario : Heinz Herald, Richard Weil et Anne Wigton d'après la nouvelle Big Shot de Vicki Baum
- Direction artistique : Frank Paul Sylos
- Décors : Glenn P. Thompson
- Photographie : James S. Brown Jr.
- Son : Percy Townsend
- Montage : John F. Link Sr.
- Musique : Alexander Laszlo (en)
- Production : W. Lee Wilder
- Sociétés de production : W. Lee Wilder Productions, Republic Pictures
- Sociétés de distribution :  Republic Pictures,  Gaumont
- Pays de production :  États-Unis
- Langue originale : anglais
- Format : noir et blanc — 35 mm — 1,37:1 — son Mono (RCA Sound System)
- Genre : drame
- Durée : 78 minutes (61 minutes en Ontario)
- Date de sortie :
  - États-Unis : 14 janvier 1945
  - France : 13 juillet 1949

## Distribution

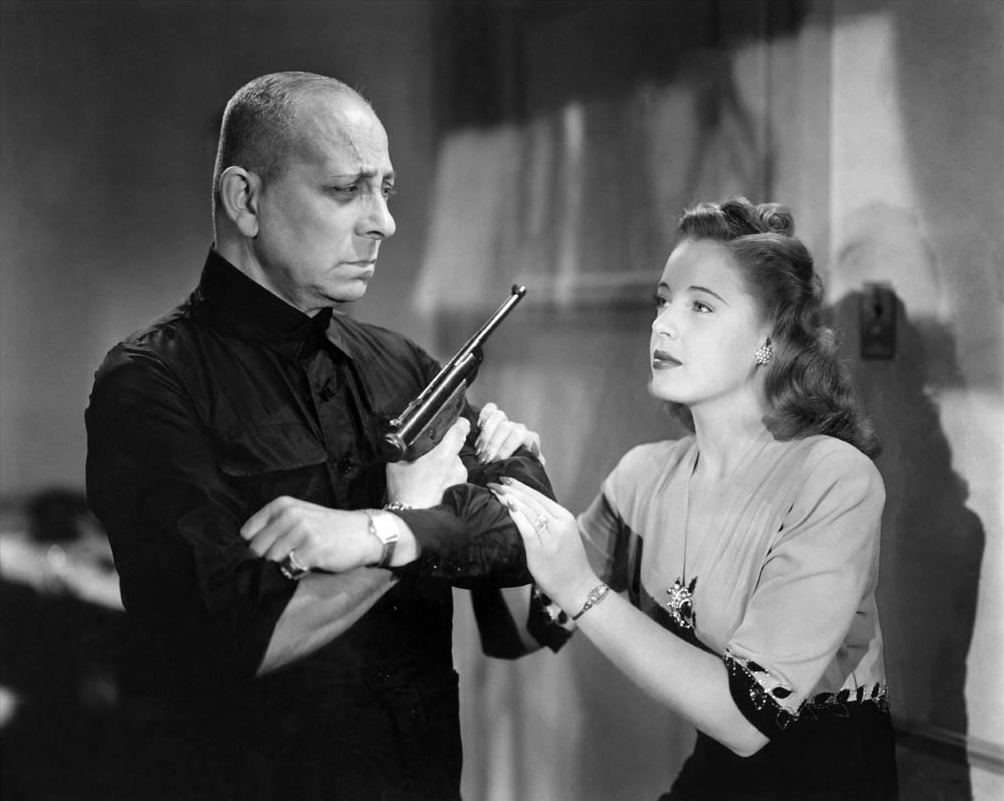
Erich von Stroheim et Mary Beth Hughes.

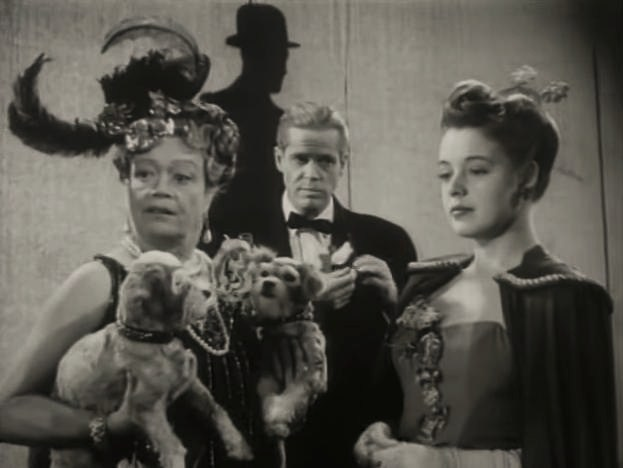
Esther Howard, Dan Duryea et Mary Beth Hughes.

- Erich von Stroheim : Le grand Flamarion
- Mary Beth Hughes : Connie Wallace
- Dan Duryea : Al Wallace
- Steve Barclay : Eddie Wheeler
- Lester Allen : Tony
- Esther Howard : Cleo
- Michael Mark : Le gardien de nuit
- Joseph Granby (en) : Le détective Ramirez
- John Hamilton : Le coroner
- Fred Velasco : Le danseur mexicain
- Carmen Lopez : La danseuse mexicaine
- Tony Ferrell : Le chanteur mexicain
- Sam Harris : Le vieillard au procès